# ستن لازریدس
ستن لازریدس (انگلیسی: Stan Lazaridis؛ زادهٔ ۱۶ اوت ۱۹۷۲) یک بازیکن فوتبال اهل استرالیا است.
وی همچنین در تیم ملی فوتبال استرالیا بازی کرده‌است.